# Mercedes Goritz Pavelić
Mercedes Goritz Pavelić (Gospić, 24. svibnja 1907. - München, 1. svibnja 2003.), hrvatska balerina, spisateljica, pedagoginja i koreografkinja.

## Životopis
Mercedes Goritz Pavelić rođena je u Gospiću, 24. svibnja 1907. godine. Obrazovala se u klasičnom baletu, suvremenom plesu i glumi. Putovala je po mnogim gradovima Europe kao što su Beč, Zagreb i München gdje je plesala, koreografirala i izvodila solo nastupe. U Berlinu je 1936. godine na Plesnoj olimpijadi dobila najvišu nagradu za solo ples. Od tog trenutka karijera joj je krenula uzlaznom putanjom. Godine 1941. je u Zagrebu postavila prvi cjelovečernji balet u HNK Zagreb. Do 1973. godine živila je i radila u Rumunjskoj kao ravnateljica baleta i koreografkinja u Državnoj operi u Temišvaru. Također stvara brojna klasična i moderna baletna djela u Glazbenom kazalištu u Brašovu.
Goritz Pavelić je bila i vrsna spisateljica. Publicirala je dva romana: "Danas nije umrla tako lijepo" i "Marina Gorska ili Duboka voda", oba kriminalističkog žanra smještena u baletno okružje. Bila je mentorica hrvatske glumice, balerine i koreografkinje Sonje Kastl.
Umrla je 1. svibnja 2003. godine u Münchenu.